# Anomala marcens
Anomala marcens är en skalbaggsart som beskrevs av Henri de Peyerimhoff 1939. Anomala marcens ingår i släktet Anomala och familjen Rutelidae. Inga underarter finns listade i Catalogue of Life.